# ベイ・テラス駅
ベイ・テラス駅（ベイ・テラスえき、英語：Bay Terrace）は、スタテンアイランドのベイ・テラスにあるスタテンアイランド鉄道の駅である。

## 駅構造
| P ホーム階 | 南行線                     | ← トッテンヴィル駅ゆき（グレート・キルズ駅） ← 急行列車：通過        |
| P ホーム階 | 島式ホーム、左側ドアが開く |                                                                      |
| P ホーム階 | 北行線                     | → セント・ジョージ駅ゆき（オークウッド・ハイツ駅）→ 急行列車：通過 → |
| G          | 地上階                     | 出入口                                                               |

島式ホーム1面2線の構造で、ホームの両端に出口がある。出口は、道路と同じ高さにある通路に通じている。北側は、自動車と歩行者用で、南側は歩行者専用である。通路の横には、ニューヨーク市公園&レクリエーション局の、ガーデンストリーツ・プロジェクトの一環として植物が植えられており、同局職員により手を入れられている。最近、ガラス窓や階段などが修復された。

## バス接続
S51、S81